# 约瑟夫·戈德伯格

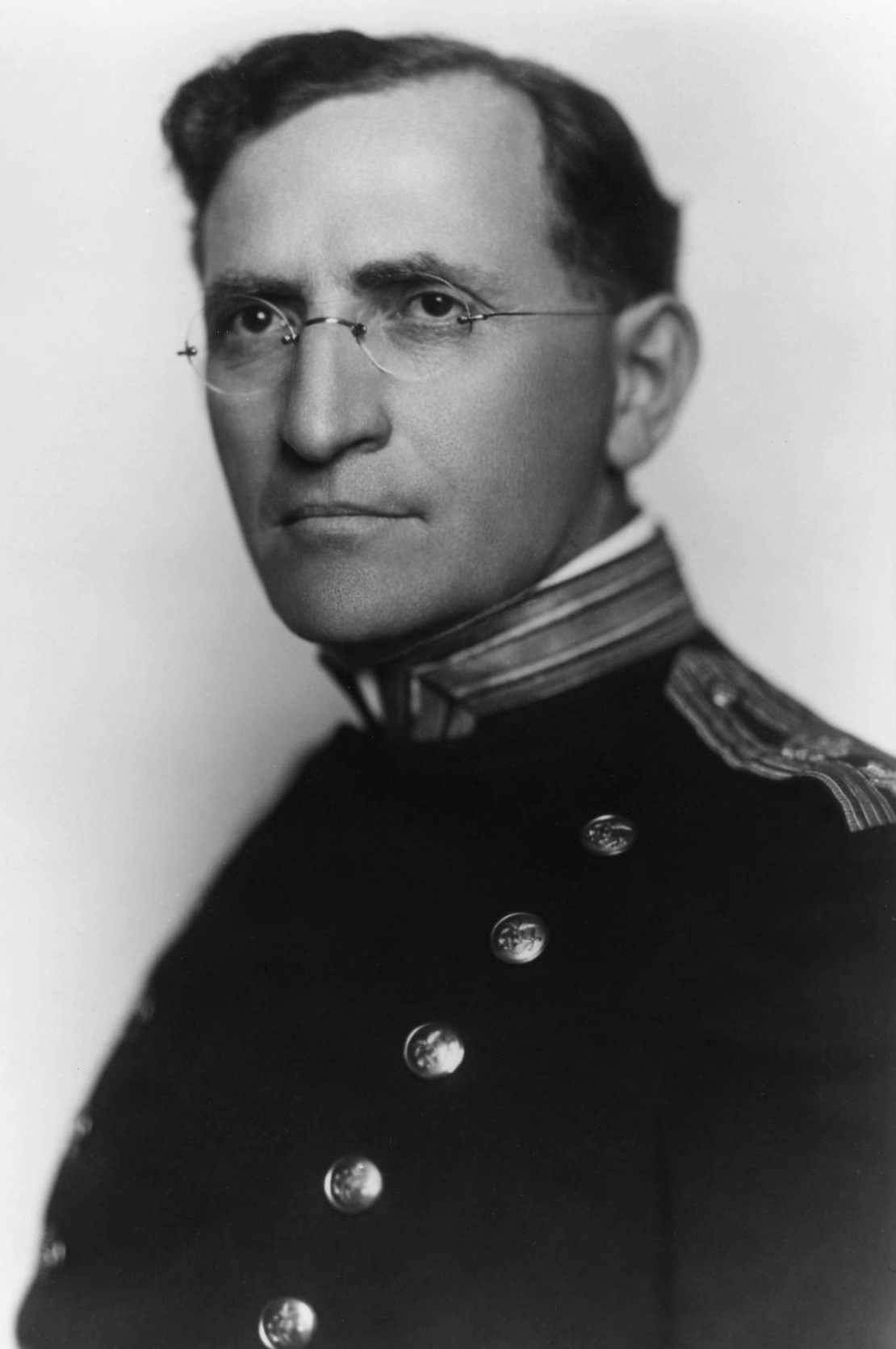
约瑟夫·戈德伯格的照片

约瑟夫·戈德伯格（Joseph Goldberger，1874年7月16日—1929年1月17日），匈牙利裔美国医生和传染病学家。任职于美国公共卫生局。约瑟夫·戈德伯格是犹太人，出生于斯洛伐克吉拉尔托夫采（当时属匈牙利王国）。他最初在纽约市立学院就读工程，但后来开始对医学感兴趣，因此转入了医学院。1895年，他在纽约大学医学院获得医学士学位。他首次提出了糙皮病不是一种传染病，而是营养不良导致的。